# 植草学園短期大学
植草学園短期大学（うえくさがくえんたんきだいがく、英語: Uekusa Gakuen Junior College）は、千葉県千葉市若葉区小倉町1639-3に本部を置く日本の私立大学。1902年創立、1999年大学設置。大学の略称は植草短大。

## 概観

### 大学全体
- 千葉県千葉市若葉区内所在する日本の私立短期大学で、設置主体は[1]。1999年に1学科2専攻で開学した[注 3]が、現在は1学科体制に短縮されている。
- 2023年度の入学生を最後に[注釈 1]、短期大学としての使命を終えることが決定している。

### 建学の精神（校訓・理念・学是）
- 植草学園短期大学の建学の精神は「徳育を教育の根幹として、国を愛し、心豊かな、たくましい人間の形成を目指すとともに、誠実で道徳的実践力のある人材を育成する」となっている[5]。

## 沿革
- 1902年
  - 千葉和洋裁女学校が設立される[5]。
- 1998年
  - 12月22日 左記を以て文部省[注 4]より短期大学の設置が認可される[5]。
- 1999年
  - 4月1日 植草学園短期大学が以下の学科体制にて開学[注 5]。
    - 福祉学科
      - 地域介護福祉専攻 入学定員80名
      - 児童障害福祉専攻 入学定員100名

  - 5月1日 学生数[8]/定員
    - 福祉学科 173[注 6]/M
- 2001年
  - 4月1日 専攻科の設置が認められ、以下の課程を設ける[注 7]。
    - 児童障害福祉専攻 入学定員30名
- 2003年
  - 4月1日 専攻科の児童障害福祉専攻を特別支援教育専攻に改称[注 8]。
- 2009年
  - 4月1日 この年度における出来事を以下列挙する。
    - 福祉学科地域介護福祉専攻の入学定員を80→40に減員[注 9]。
    - 専攻科に以下の課程を設ける[注 10]。
      - 介護福祉専攻 入学定員40名
- 2019年
  - 4月1日 以下の学科については、この年度で学生募集を最終とする[注 11]。
    - 福祉学科地域介護福祉専攻
- 2021年
  - 4月1日 福祉学科児童障害福祉専攻こども未来学科に改称[19]。
- 2023年
  - 4月1日 この年度で短期大学としての学生募集を最終とする[注釈 1]。

## 基礎データ

### 所在地
- 千葉県千葉市若葉区小倉町1639-3

### 交通アクセス
- JR総武本線都賀駅下車、東口4番バス乗り場より「植草学園大学」行きバス乗車約15分、「植草学園大学」バス停下車すぐ。
- 千葉都市モノレール2号線千城台北駅下車。徒歩10分。
- JR千葉駅下車、東口11番バス乗り場より「植草学園大学」行きバス乗車約35分、「植草学園大学」バス停下車すぐ。(桜木駅入口付近より都賀駅を経由して大学に向かうので多少時間がかかる)

### 象徴
- 植草学園短期大学のカレッジマークは盾をイメージしており、その中央に四つの輪が描かれている[注 12]。
- 植草学園の学園歌（作詞：市原三郎、作曲：大木邦明）がある。

## 教育および研究

### 組織

#### 学科及びその変遷
- 福祉学科
  - 地域介護福祉専攻 入学定員40名[注 13]
  - 児童障害福祉専攻→こども未来学科 入学定員100名[1]

#### 専攻科
- 特別支援教育専攻 入学定員30名[1]
- 介護福祉専攻 入学定員40名[注 14]

#### 別科
- なし

##### 取得資格について
資格
- 保育士：こども未来学科にて取得できる。

教職課程
- 幼稚園教諭二種免許状[注 15]
- 特別支援学校教諭二種免許状：福祉学科児童障害福祉専攻にて取得できる。この種の免許状が取得できる短期大学はここが全国で唯一である。専攻科特別支援教育専攻でも取得できるようになっているが、こちらでは入学前に幼稚園教諭免許状をはじめとした教員免許を有していることが必要である。

### 研究
- 『植草学園短期大学紀要』[25]

### 教育
- 特色ある大学教育支援プログラム
  - 「障がいに関する専門性を身につけた人材の育成」：2007年採択。

## 大学関係者と組織

### 大学関係者一覧
- 短大学長：植草範子

## 施設

### キャンパス内
- 図書館
- 体育館
- メディアセンター
- 学生ホール
- 大講義室
- ピアノ練習室ほか

## 対外関係

### 他大学との協定
- 放送大学[26]

### 系列校
- 植草学園大学
- 植草学園大学附属高等学校